# UEFA Champions League 1995-1996 (qualificazioni)

## Turno preliminare

### Risultati

#### Andata
| Arbitro: | Jiri Ulrich |

|                |           |  |
| Pokhlebaev 81’ | Marcatori |  |

| Salisburgo 9 agosto 1995, ore 19:05 CET | Salisburgo   | 0 – 0 referto | Steaua Bucarest | Stadio Lehen\| Arbitro: \| Anders Frisk \| |
| Arbitro:                                | Anders Frisk |               |                 |                                            |

| Arbitro: | Hellmut Krug |

|  |           |            |
|  | Marcatori | 58’ Kuntic |

| Arbitro: | Hermann Albrecht |

|                                     |           |  |
| Hoftun 23’ Strand 27’ Brattbakk 75’ | Marcatori |  |

| Arbitro: | Juan Ansuategui Roca |

|             |           |                |
| Ibrahim 49’ | Marcatori | 54’ Kachentsev |

| Arbitro: | Jaap Uilenberg |

|                      |           |  |
| Podbrozny 49’ (rig.) | Marcatori |  |

| Atene 9 agosto 1995, ore 20:15 CET | Panathīnaïkos | 0 – 0 referto | Hajduk Spalato | Olympiakó Stádio Spyros Louis\| Arbitro: \| Urs Meier \| |
| Arbitro:                           | Urs Meier     |               |                |                                                          |

| Arbitro: | Eric Blareau |

|           |           |  |
| Durie 68’ | Marcatori |  |

#### Ritorno
| Arbitro: | Marcello Nicchi |

|  |           |              |
|  | Marcatori | 4’ Comisetti |

| Arbitro: | Leslie William Mottram |

|               |           |              |
| Kopunovic 50’ | Marcatori | 70’ De Bilde |

| Arbitro: | Jorge Emanuel Monteiro Coroado |

|          |           |  |
| Ilie 33’ | Marcatori |  |

| Larnaca 23 agosto 1995, ore 19:00 CET | Anorthōsis    | 0 – 0 referto | Rangers | Stadio Antōnīs Papadopoulos\| Arbitro: \| László Vagner \| |
| Arbitro:                              | László Vagner |               |         |                                                            |

| Arbitro: | Marc Batta |

|                                  |           |                 |
| Özdilek 9’ Kuntz 85’ (rig.), 87’ | Marcatori | 67’ Skammelsrud |

| Arbitro: | David Elleray |

|               |           |                          |
| Blomqvist 25’ | Marcatori | 72’ Pisz 90’ Wieszczycki |

| Arbitro: | Atanas Ouzounov |

|                     |           |                                    |
| Peter Rasmussen 87’ | Marcatori | 36’ Kalitvintsev 49’, 77’ Ševčenko |

| Arbitro: | Ion Crăciunescu |

|           |           |              |
| Štimac 5’ | Marcatori | 54’ Borrelli |

#### Tabella riassuntiva
| Squadra 1          | Totale      | Squadra 2        | Andata | Ritorno |
| ------------------ | ----------- | ---------------- | ------ | ------- |
| Austria Salisburgo | 0 - 1       | Steaua Bucarest  | 0 - 0  | 0 - 1   |
| Grasshoppers       | 2 - 1       | Maccabi Tel Aviv | 1 - 1  | 1 - 0   |
| Rangers Glasgow    | 1 - 0       | Anorthōsis       | 1 - 0  | 0 - 0   |
| Legia Varsavia     | 3 - 1       | IFK Göteborg     | 1 - 0  | 2 - 1   |
| Dinamo Kiev        | 4 - 1       | Aalborg BK       | 1 - 0  | 3 - 1   |
| Rosenborg          | 4 - 3       | Beşiktaş         | 3 - 0  | 1 - 3   |
| Anderlecht         | 1 - 2       | Ferencváros      | 0 - 1  | 1 - 1   |
| Panathinaikos      | 1 - 1 (gfc) | Hajduk Spalato   | 0 - 0  | 1 - 1   |